# Congrès universel d'espéranto de 1927
Pour un article plus général, voir Congrès universel d'espéranto.
Le congrès universel d’espéranto de 1927 est le 19e congrès universel d’espéranto, organisé en août 1927, à Gdańsk en Pologne. 